# 汤森德 (特拉华州)
汤森德（英語：Townsend），是美国特拉华州纽卡斯尔县（New Castle）下属的一座城镇，面积为2.64平方公里，均为陆地。2011年的数据显示该地有人口2,064人。论人口在本州排行第20。